# Michael Sturm (Regisseur)
Michael Sturm (* 1963 in Leck (Nordfriesland)) ist ein deutscher Regisseur.

## Leben
Michael Sturm wurde 1963 in Leck in Nordfriesland geboren. Er studierte von 1986 bis 1992 Musiktheater-Regie bei Götz Friedrich an der Hochschule für Musik und Darstellende Kunst Hamburg. Seine Ausbildung erweiterte er durch die Zusammenarbeit u. a. mit Harry Kupfer, Ruth Berghaus und Achim Freyer, den er 1992 als Teilnehmer an der Bühnenklasse am Bauhaus Dessau kennenlernte. Seither wirkt er als freischaffend als Regisseur, Dramaturg und Autor.
Dramaturgisch betreute er 1992 in Ulm Ligetis Le Grand Macabre, als Autor trat er 1995 mit der Textcollage Götzendämmerung oder Selbstgespräche eines Irren für das Wolf-Ferrari-Theater in Ottobrunn an die Öffentlichkeit.
Als Regisseur wirkte er u. a. an den Staatstheatern in Kassel und Saarbrücken, der Staatsoper in Hamburg, an den Bühnen in Linz, Bremen und Dessau. Gastspiele führten ihn an das Nationaltheater Prag, nach Albanien in die Opera Tirana, an die ungarischen Theater Csokonai Szinhaz in Debrecen und Nemzeti Szinhaz in Szeged, sowie das Mazedonische Nationaltheater Skopje.
Zu seinen wichtigsten Arbeiten zählt Michael Sturm Die verkaufte Braut 1995 im ehemaligen KZ Theresienstadt, Brundibár an der Wiener Kammeroper 1999, Fidelio in Tirana 2007 und im Jahr 2008 die Uraufführung der Oper Gegen die Wand am Theater Bremen. Diese Produktion wurde 2009 für den „Europäischen Toleranzpreis“ nominiert. Zu seinem wichtigsten Mitarbeitern zählt der Ausstatter Stefan Rieckhoff, mit der er gemeinsam in Dessau Die verkaufte Braut, in Linz Gounods Faust und am Saarländischen Staatstheater in Saarbrücken Lohengrin auf die Bühne brachte. Er arbeitete regelmäßig im Theater Freiburg, wo in Zusammenarbeit mit seinem Ausstatter Stefan Rieckhoff Nabucco, Gegen die Wand, sowie I vespri siciliani.
2007 bis 2010 unterrichtete Michael Sturm als szenischer Leiter in der Oper Schloss Laubach. Masterclasses führten ihn mehrmals in die USA an die Universitäten der Staaten von New York, West Virginia und Alabama, sowie regelmäßig an die International Performance and Arts Institution.
Seine letzten Inszenierungen waren Vincenzo Bellinis I Capuleti e i Montecchi für das Theater Lübeck und die deutsche Erstaufführung von Jacopo Foronis Oper Cristina, regina di Svezia für das Staatstheater Oldenburg.